# 塞爾普內韋

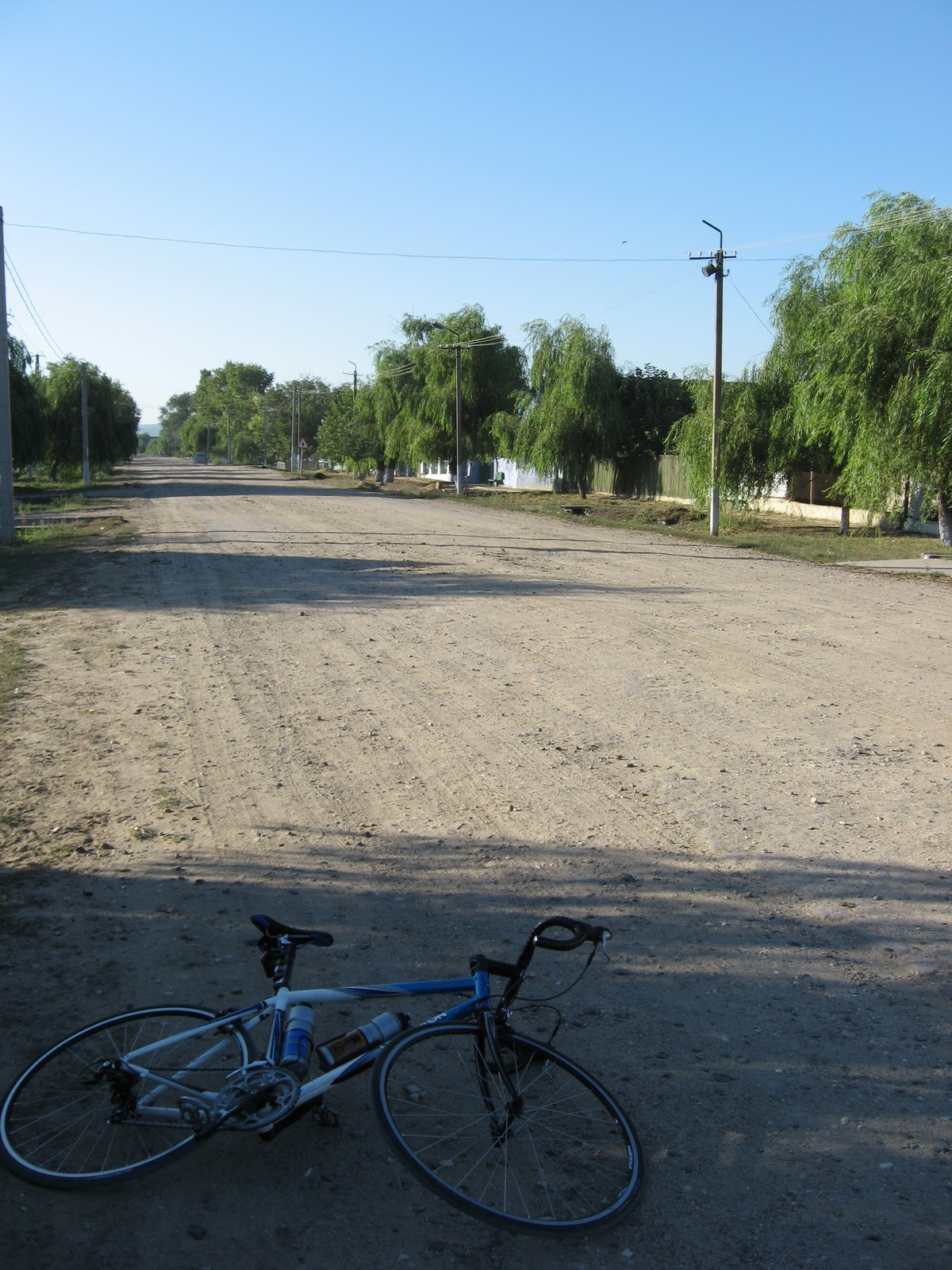
道路

塞尔普内韦，是烏克蘭西南部敖德薩州博爾赫拉德區塔鲁蒂内市镇内的市級鎮。始建於1800年，面積3.17平方公里，海拔高度52米，2011年人口1,786，人口密度每平方公里563.41人。